# ש
La shin, šin o шin (ש pronunciada [/ʃ/ o /s/]) es la 21.ª letra del alfabeto hebreo. Equivale a la letra fenicia shin (𐤔).

## Escritura
| Variantes ortográficas      | Variantes ortográficas      | Variantes ortográficas      | Variantes ortográficas | Variantes ortográficas |
| Varias fuentes de impresión | Varias fuentes de impresión | Varias fuentes de impresión | Cursivo                | Rashi                  |
| Serifa                      | Sans-serif                  | monoespaciado               | Cursivo                | Rashi                  |
| --------------------------- | --------------------------- | --------------------------- | ---------------------- | ---------------------- |
| ש                           | ש                           | ש                           |                        |                        |

## Pronunciación
La letra en hebreo tiene dos valores fonémicos:
- [ʃ] (fricativa postalvelar sorda), como show en inglés, en este caso se representa como con punto a la derecha שׁ se pronuncia sh.
- [s], como "silla" en castellano, en este caso se representa con punto a la izquierda שׂ se pronuncia s. En hebreo clásico שׂ  parece haber denotado un sonido diferente de [s] transcrito como ś (razón por lo que a veces se habla de šin o śin, la diferencia entre ambos sonidos parece ser el origen del episodio del shibboleth relatado en el capítulo 12 del Libro de los Jueces dentro del Antiguo Testamento).

## Punto de Sin y Shin
La letra hebrea representa dos fonemas diferentes: una sibilante /s/, como una s en español, y una /ʃ/, como la palabra inglesa shoe. Antes del predominio de la ortografía tiberiana, los dos se distinguían por un superíndice samekh, es decir, ש frente a ש ס, que más tarde se convirtió en el punto. Desde entonces las dos se distinguen por un punto encima del lado izquierdo de la letra para /s/ y encima del derecho para /ʃ/. En el nombre bíblico Isacar (Issachar, en hebreo: יִשָּׂשכָר‎) únicamente, la segunda shin se escribe sin ningún punto, incluso en textos totalmente vocalizados, debido a que la segunda es muda.
| Nombre                | Símbolo | API | Transcripción | Ejemplo |
| --------------------- | ------- | --- | ------------- | ------- |
| Punto sin (izquierda) | שׂ       | s   | s             | sol     |
| Punto shin (derecha)  | שׁ       | ʃ   | sh            | shop    |

## Significado
Shin, como prefijo comúnmente utilizado en el idioma hebreo, tiene un significado similar al de los pronombres relativos: "ese (..)", "cuál (..)" y "cuyo (..)". Cuando se usa de esta manera, se pronuncia como 'sh' y 'eh'. En hebreo coloquial, Kaph y Shin juntos tienen el significado de "cuándo". Esta es una contracción de כּאשר , ka'asher (cuando).
Shin es también una de las siete letras que aparece en la Biblia con una corona (llamadas tagin) cuando se escriben en un Sefer Torá. Las otras son Gimmel, Ayin, Teth, Nun, Zayin y Tzadi.

### Simbolismo
En gematría, shin representa el número 300. El desglose de su homónimo, Shin[300] - Yodh[10] - Nun[50] da el número geométricamente significativo 360, que abarca la plenitud de los grados de un círculo.
Según Jueces 12:6, la tribu de Efraín no podía diferenciar entre Shin y Samej ; cuando los galaaditas estaban en guerra con los efraimitas, pedían a los efraimitas sospechosos que dijeran la palabra shibolet; un efrainita diría sibolet y así quedaría expuesto. De este episodio proviene la palabra shibboleth.

#### En el judaísmo
Shin también representa la palabra Shaddai, un nombre de Dios. Debido a esto, un kohen (sacerdote) forma la letra Shin con sus manos mientras recita la Bendición Sacerdotal. A mediados de la década de 1960, el actor Leonard Nimoy utilizó una versión con una sola mano de este gesto para crear el saludo vulcano para su personaje, el Sr. Spock de Star Trek.
La letra Shin suele aparecer escrita en el estuche que contiene una mezuzá, un rollo de pergamino con un texto bíblico: la oración Shemá Israel, que llama a los israelitas a amar a su Dios con todo su corazón, alma y fuerzas. La mezuzá está situada en todos los marcos de las puertas de una casa o establecimiento. A veces se escribe la palabra Shaddai completa.
La oración Shemá Israel también ordena a los israelitas que escriban los mandamientos de Dios en sus corazones (Deuteronomio 6:6); se dice que la forma de la letra Shin imita la estructura del corazón humano: el ventrículo izquierdo más grande e inferior (que irriga todo el cuerpo) y el ventrículo derecho más pequeño (que irriga los pulmones) están colocados como las líneas de la letra Shin.
Se ha aplicado un significado religioso al hecho de que hay tres valles que comprenden la geografía de la ciudad de Jerusalén: el valle de Ben Hinnom, el Valle del Tiropeón y el valle de Cedrón, y que estos valles convergen en la forma de la letra shin, con el Templo en Jerusalén ubicado donde está el dagesh (línea horizontal). Esto se ve como un cumplimiento del pasaje del Deuteronomy 16:2 que instruye a los judíos a celebrar la Pascua en "el lugar que Dios escogerá como morada para su Nombre".
En el Sefer Ietzirah la letra Shin es Rey sobre el Fuego, Cielo Formado en el Universo, Caliente en el Año y Cabeza en el Alma.
El texto cabalístico del siglo XIII, Sefer HaTemunah, sostiene que en el alfabeto actual falta una sola letra de pronunciación desconocida, que algunos consideran la shin de cuatro puntas de la caja de filacteria. Los defectos del mundo, enseña el libro, están relacionados con la ausencia de esta letra, cuya eventual revelación reparará el universo.

#### Dichos
El Shin-Bet era el antiguo acrónimo del Departamento de Seguridad General Interna de Israel y aún se sigue usando este nombre. En hebreo israelí y árabe palestino, el servicio de seguridad se conoce como el "Shabak".
Un Choque Shin-Shin es en el lenguaje militar israelí una batalla entre dos divisiones de tanques ("armado" en hebreo es שִׁרְיוֹן - shiryon).
Sh'at haShin (la hora Shin) es el último momento posible para cualquier acción, normalmente militar. En español se dice la hora undécima. 

## Unicode
| Carácter      | ש                  | ש                  | שׁ                                | שׁ                                | שׂ                               | שׂ                               | שּׁ                                           | שּׁ                                           | שּׂ                                          | שּׂ                                          |
| ------------- | ------------------ | ------------------ | -------------------------------- | -------------------------------- | ------------------------------- | ------------------------------- | ------------------------------------------- | ------------------------------------------- | ------------------------------------------ | ------------------------------------------ |
| Unicode       | HEBREW LETTER SHIN | HEBREW LETTER SHIN | HEBREW LETTER SHIN WITH SHIN DOT | HEBREW LETTER SHIN WITH SHIN DOT | HEBREW LETTER SHIN WITH SIN DOT | HEBREW LETTER SHIN WITH SIN DOT | HEBREW LETTER SHIN WITH DAGESH AND SHIN DOT | HEBREW LETTER SHIN WITH DAGESH AND SHIN DOT | HEBREW LETTER SHIN WITH DAGESH AND SIN DOT | HEBREW LETTER SHIN WITH DAGESH AND SIN DOT |
| Codificación  | decimal            | hex                | decimal                          | hex                              | decimal                         | hex                             | decimal                                     | hex                                         | decimal                                    | hex                                        |
| Unicode       | 1513               | U+05E9             | 64298                            | U+FB2A                           | 64299                           | U+FB2B                          | 64300                                       | U+FB2C                                      | 64301                                      | U+FB2D                                     |
| UTF-8         | 215 169            | D7 A9              | 239 172 170                      | EF AC AA                         | 239 172 171                     | EF AC AB                        | 239 172 172                                 | EF AC AC                                    | 239 172 173                                | EF AC AD                                   |
| Ref. numérica | &#1513;            | &#x5E9;            | &#64298;                         | &#xFB2A;                         | &#64299;                        | &#xFB2B;                        | &#64300;                                    | &#xFB2C;                                    | &#64301;                                   | &#xFB2D;                                   |